# Pintura da China

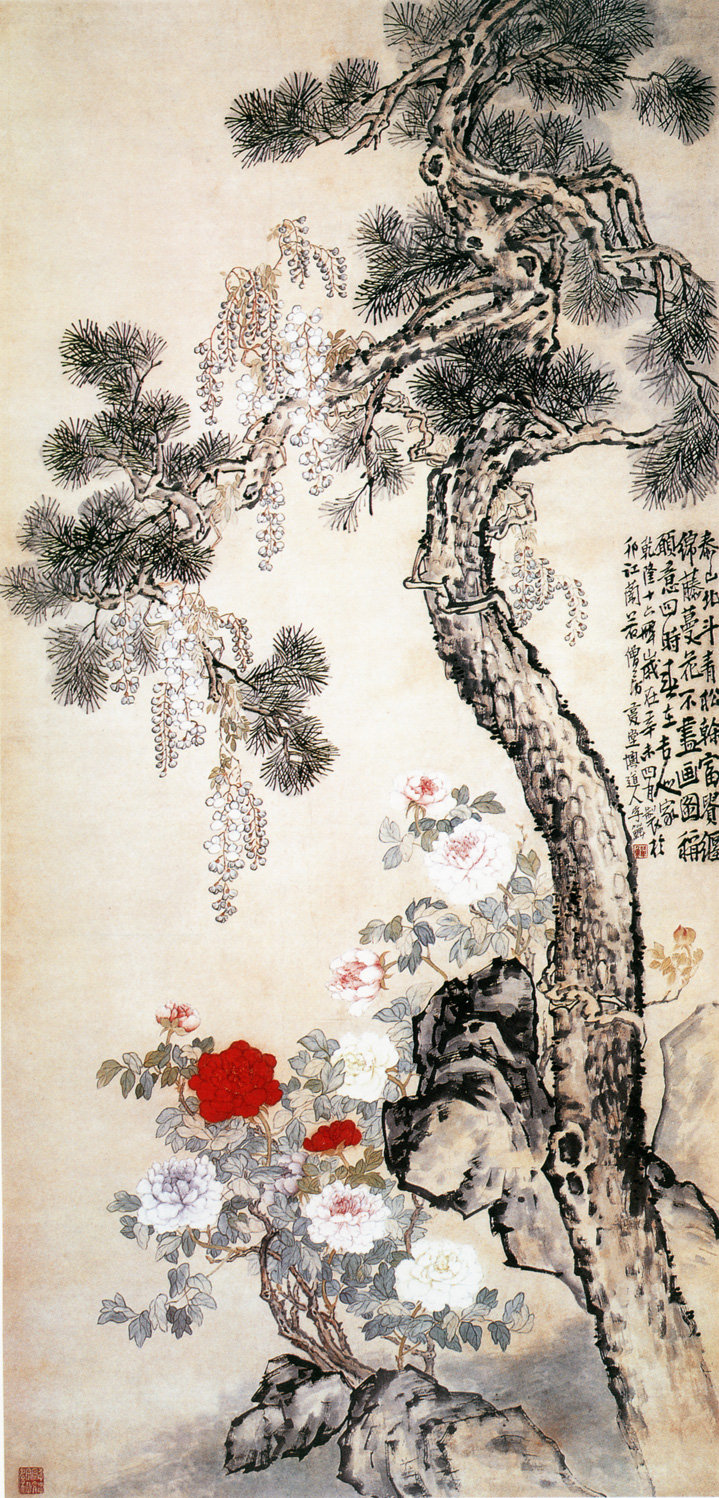
Li Shan: Pinheiro, Pedra e Glicínias, Dinastia Qing

A pintura chinesa (chinês tradicional: 中國畫, chinês simplificado: 中国画, pinyin: Zhōngguó huà) é uma das tradições artísticas contínuas mais antigas no mundo. A arte tem como característica marcante o uso do traço como forma de expressão, sendo umbilicalmente ligada à Caligrafia chinesa. A base da pintura é constituída pelos "quatro tesouros do estúdio": o pincel, a tinta, o papel e os tinteiros. 
A tinta utilizada na produção de obras de arte é preparada a partir de uma barra de tinta sólida e água. Dessa maneira, pode-se preparar a tinta espessa ou aguada, proporcionando diversas tonalidades e nuances de cor. Os materiais preferidos são a seda e o papel e não são utilizados óleos 
O papel usado na pintura é papel "xuan" produzido em Xuancheng, província de Anhui, e daí vem o seu nome.[carece de fontes?] O papel xuan é feito principalmente de amoreira, amoreira-papel, bambu e juta; é de cor branca, fino, mole, resistente, dificilmente atacado pelos insectos, por isso pode ser guardado durante longo tempo. 
Na pintura chinesa, a melodia delicada e o sentimento que os pintores querem expressar podem ser bem apresentados através de pinceladas simples, o que se deve ao uso hábil do pincel, experiência de milhares de anos.
As principais características da pintura chinesa são a perspectiva múltipla - todo o panorama do objeto pintado pode ser representado na mesma cena. O pintor transporta para o papel tudo o que queria expressar através de sobreposições de figuras que às vezes não são simultaneamente vistas - e o simbolismo, mas a alma da pintura da China são os efeitos revelados por intermédio de pontos, traços, energia da pincelada.

## O Período da Primavera e do Outono (770 a.C. - 221 a.C.)
Nesse período, deu-se a popularização da pintura. Começou-se a documentar pinturas sobre o céu e a terra, paisagens, animais e pássaros, santos e espíritos, sábios, e fenômenos paranormais, etc. Durante a Dinastia Zhou (1066 - 256 a.C.), usando pintura, se documentaram sinos, tambores, vasos, Yi (um tipo de vaso antigo para guardar álcool), bandeiras, e roupas, etc. 
No mesmo período da dinastia Zhou (século XI a.C. - 221 a.C.), apareceram também pinturas em tecidos de seda. A ideia de pintar em tecidos de seda possivelmente veio de roupas pintadas de funcionários públicos graduados. Poucas pinturas em tecido de seda deste período foram descobertas até agora. Num túmulo do principado Chu dessa época na cidade de Changsha, foram descobertas duas pinturas. 

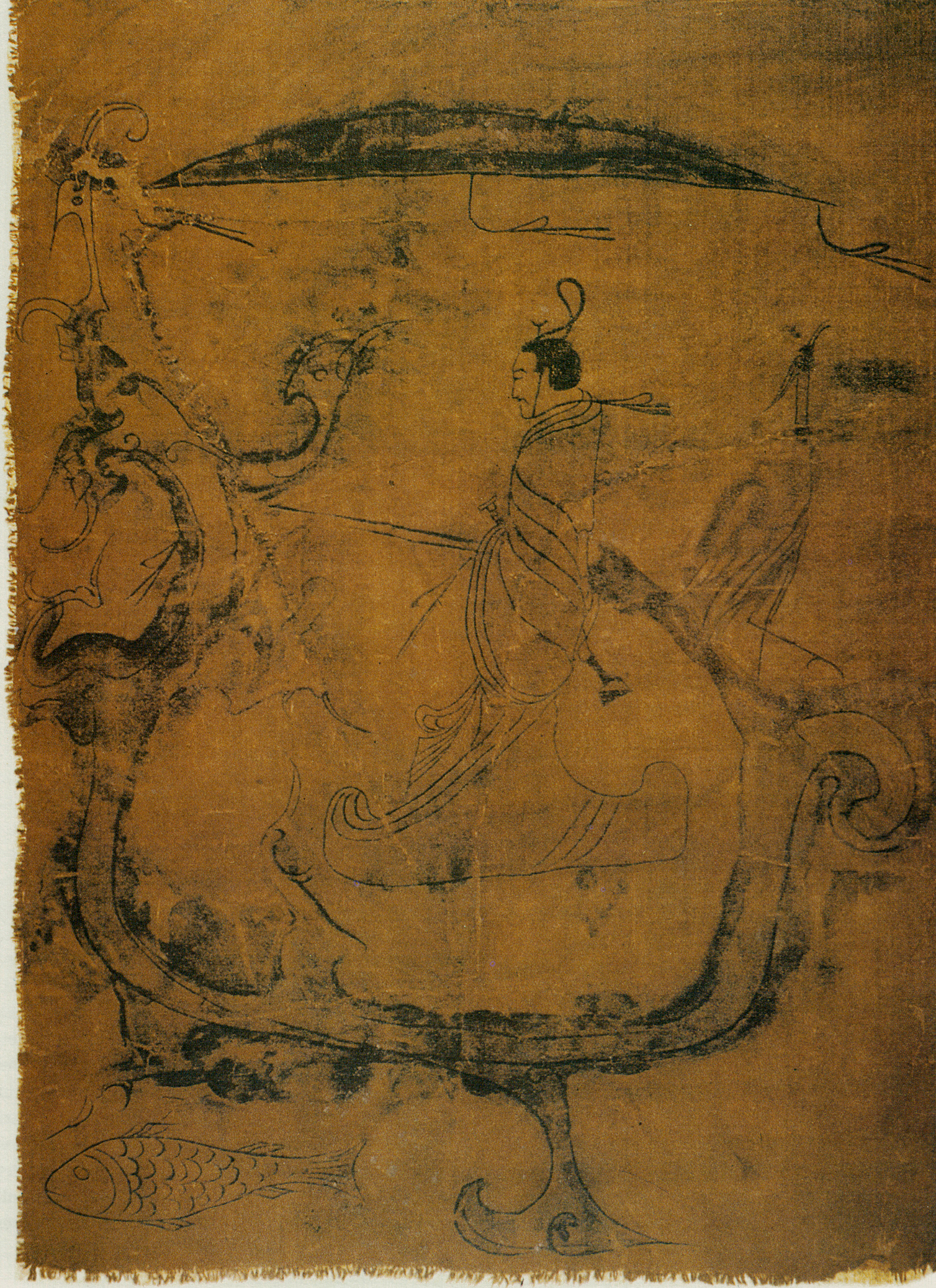
Homem montando um dragão, século VI a.C., Dinastia Zhou

Uma dessas pinturas descreve uma mulher elegante, saudando. Em cima de sua cabeça, há uma fênix lutando contra um Kui (um bicho lendário, tem aparência parecida com a de dragão, mas tem um pé só).
A outra pintura mostra um homem empurrando um dragão. Uma grua ficando em pé, em cima do rabo do dragão. Em cima da cabeça do homem, está uma cobertura de carro (simbolizando poder), com três faixas voando ao vento. No canto inferior esquerdo, há uma carpa.
As duas pinturas são compostas de linhas que provaram a raiz profunda de pintura de linha.

## Pintura da Dinastia Qin (221 - 206 a.C.)
Desse período até a Dinastia Han a pintura na China foi bem desenvolvida, bem como muitas matérias. Achados arqueológicos provaram que o palácio imperial desta época tinha afrescos bem pintados que usavam cores brilhantes: usavam-se as cores preta, vermelha escura, amarela, vermelha viva, azul, verde, etc. A proporção de cor preta era a maior, em seguinte eram vermelha escura e amarela. 
A pintura tinha boa saturabilidade e estilo vigoroso, e mostrava características distintivas da cultura de Qing. Fragmentos das pinturas que restaram dos afrescos mostram cenários de caça, carvalhos, paisagens e personagens, todos em estilo bem fresco e vivo. São obras de alto valor artístico.

## Pintura da Dinastia Han (206 a.C. - 220)
As pinturas desse período podem ser classificadas em várias séries: pinturas em tecidos de seda, afrescos imperiais e tumulares, pedras e tijolos pintados, peças pintadas com laca, gravuras pintadas e esculpidas em madeira.

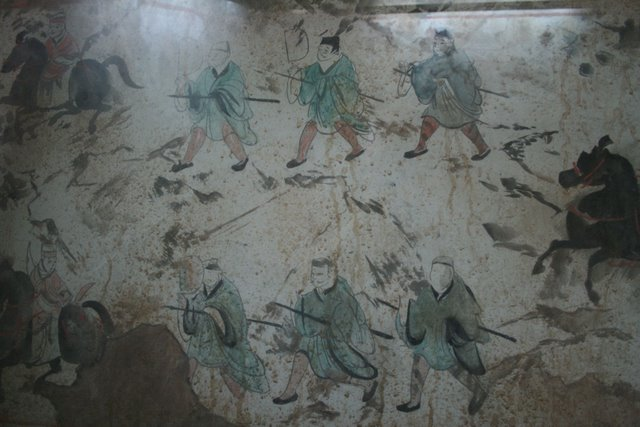
Afrescos de uma tumba em Luoyang, Dinastia Han do Leste

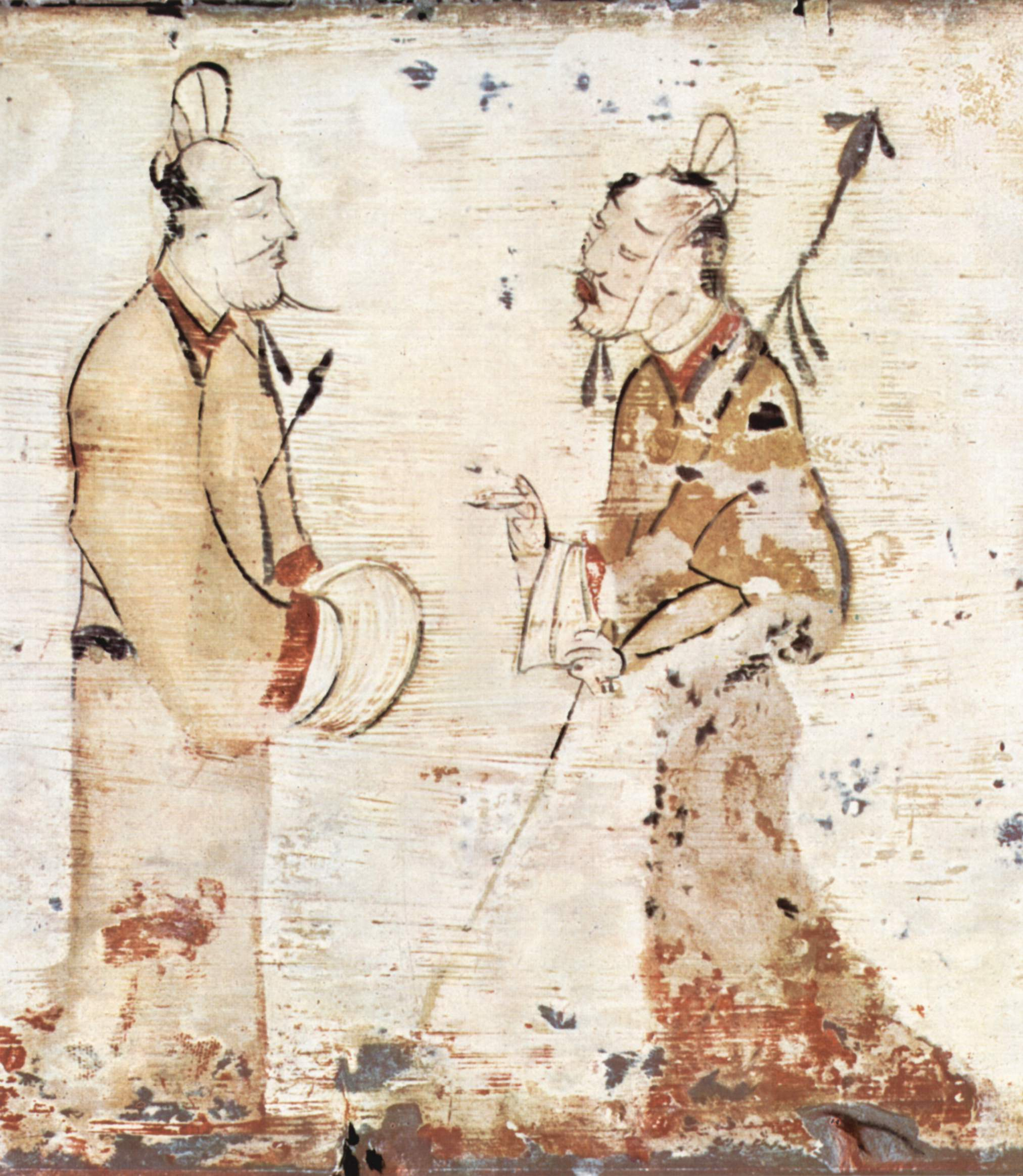
Pintura em cerâmica, Dinastia Han

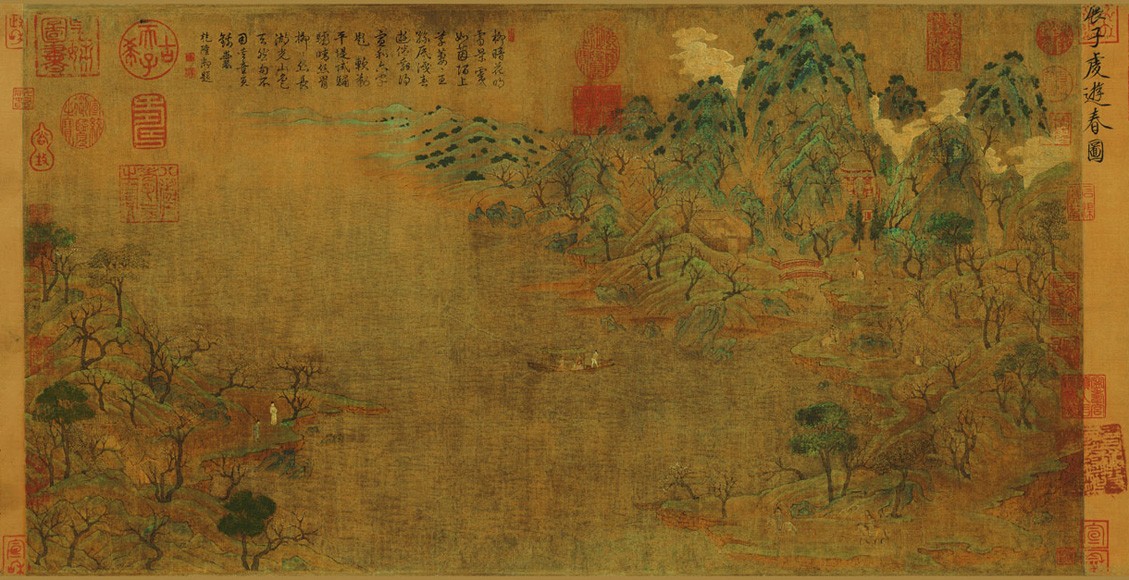
Zhan Ziqian: Passeando na primavera, Dinastia Sui

Os afrescos foram encontrados em vários túmulos dessa dinastia por toda a China. Esses afrescos cobrem temas vastos de lendas e contos de fadas, histórias, personagens, paisagens, costumes etc.
As pedras e tijolos pintados eram bem populares durante a dinastia dos Han. Estas pinturas foram feitas com facas, pelo motivo de que as pessoas acreditavam que os afrescos não seriam preservados por muito tempo. O conteúdo deste tipo de pintura é bastante variado, incluindo contos de fadas e lendas, bichos e pássaros exóticos e raros, histórias, a sociedade e todos os tipos de trabalhos etc. 
As pinturas com laca encontraram-se em túmulos desta época e são autênticas obras de arte; os nomes e idades dos pintores foram gravados nas peças. 
A técnica da pintura com laca difere grandemente da pintura em seda ou do afresco. A pintura com laca é feita com pincel e as linhas pintadas, geralmente, são bem claras. Essas pinturas têm principalmente dois tipos de conteúdos: desenhos decorativos abstratos de animais ou de plantas, ou cenários descritivos. A maioria das vezes, o conteúdo de uma pintura de laca combina bastante com a forma da peça pintada. 
Gravuras pintadas ou esculpidas em madeira encontraram-se bem poucas até agora. Apenas sete desses trabalhos foram descobertos num túmulo da Dinastia de Han na província de Xinjiang. As pinturas esculpidas são de tipo de relevo cujos conteúdos variam entre mapas astrológicos, entretenimentos e acrobacias, etc.

## Pintura do Período dos Três Reinos (220-265)
Neste período, a pintura chinesa estava numa época de transformação. A importação da arte budista revigorou a pintura, ao mesmo tempo, pintores intelectuais começaram a entrar no palco da história da pintura chinesa, e eles trouxeram uma nova arte de pintura. A pintura desse período já diferia bastante da pintura da dinastia Qin e da dinastia Han.
A pintura de paisagem surgiu nesta época como um tema independente. Novas concepções artísticas e novas maneiras de interpretação foram desenvolvidas. Ao mesmo tempo, surgiram também questões estéticas no domínio da pintura, que trouxeram grandes desenvolvimentos nas suas teorias e práticas, polindo técnicas da pintura. 
Desta época, três categorias de pinturas eram mais comuns: pinturas sobre produtividade e trabalho, pinturas sobre entretenimento como banquetes, passeios e caças, e pinturas sobre etnias minoritárias.

## Pintura da Dinastia Sui (581-618) e Dinastia Tang (618-907)

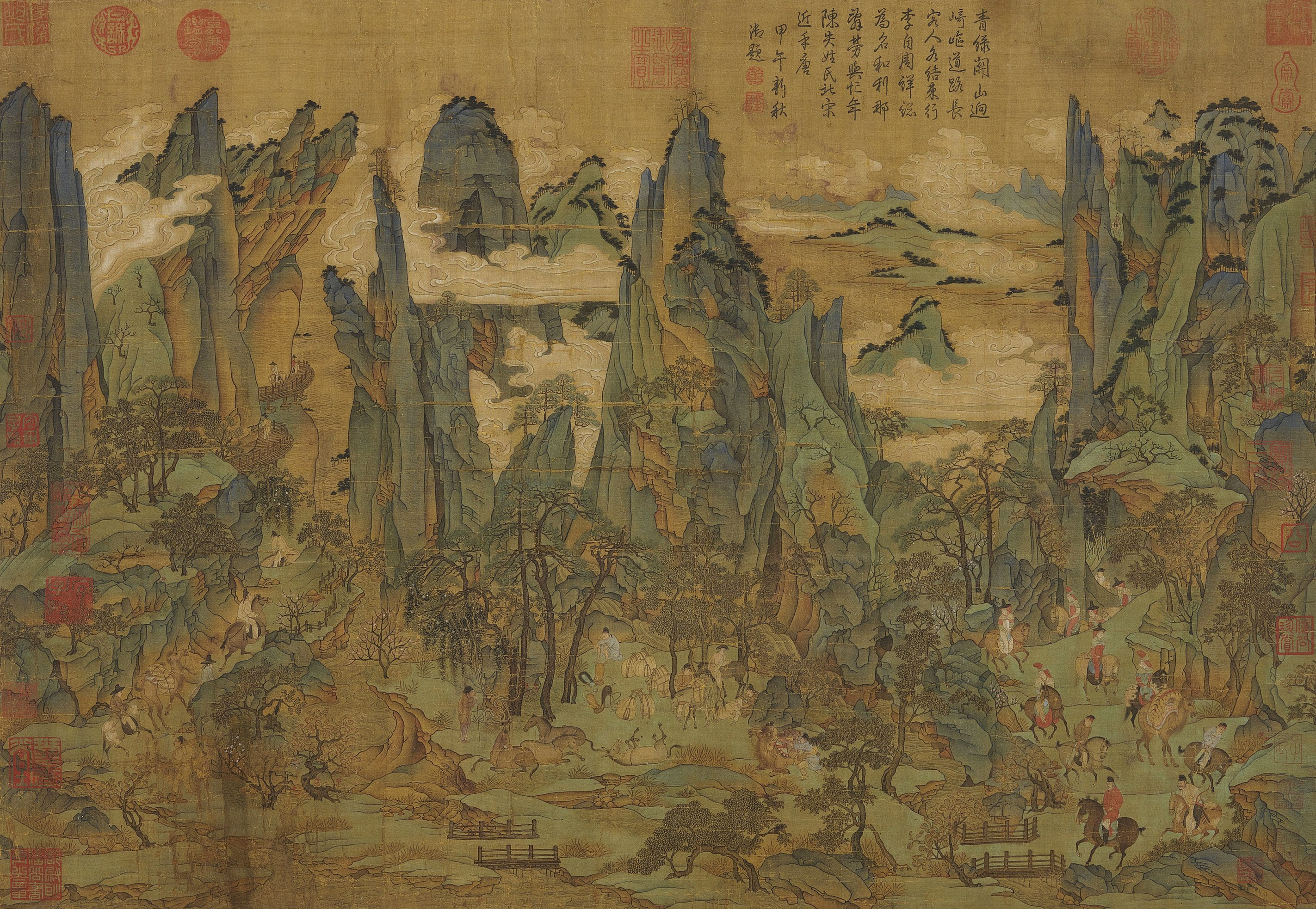
Paisagem, Dinastia Tang

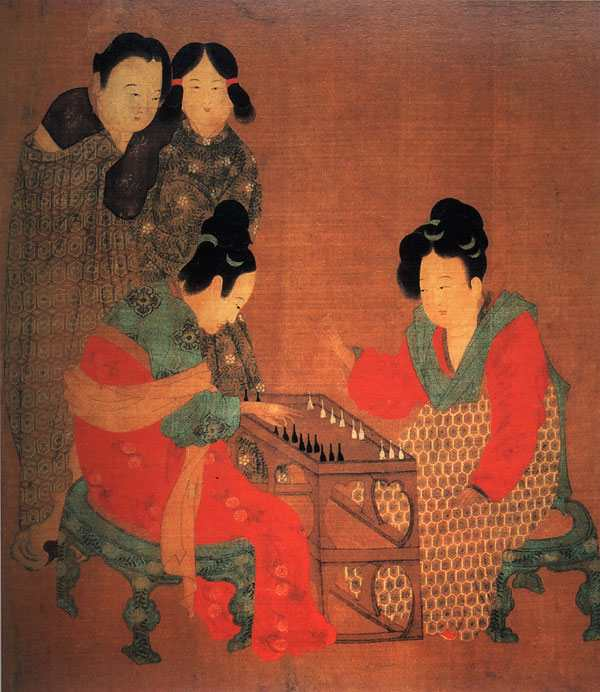
Chou Fang: Damas jogando, século VIII. Dinastia Tang

Nas Dinastias Sui e Tang, a pintura tinha um desenvolvimento compreensivo. Nesta época, a pintura de personagens, de paisagens, de flores e pássaros alcançaram um alto nível de desenvolvimento, e eram admirados na história. A história da pintura da Dinastia Tang é normalmente dividida em três partes: os períodos inicial, médio e posterior. O período inicial é marcado pela herança do estilo da pintura da dinastia Sui. 
A pintura, nesse período era dividida em dois tipos: a de tinta preta e de tinta colorida.
O período Médio o domínio da pintura de personagens, as representações da aparência, do sentimento, e as descrições dos detalhes chegaram ao clímax. No período Final ou Posterior a pintura começou a mudar. A pintura de personagens chegou quase a ser perfeita. A pintura de paisagens começou a ter estilo clássico. Mudanças começaram também no domínio do retrato de flores e pássaros: no mesmo tempo que a pintura de Gong Bi ficou cada vez mais madura, surgiram também pinturas leves e concisas.

## Pintura no Período das Cinco Dinastias (907-960)
Nesse período, o território foi dividido entre cinco dinastias Liang, Tang, Jin, Han e Tong. Nesta época, a pintura de paisagens teve uma transformação importante: formavam-se estilos diferentes no norte e no sul. As pinturas do norte tinham composições magnificentes e majestosas de montanhas e rios grandiosos; as do sul especializavam-se em apresentar as paisagens tranquilas e delicadas dessa região do território chinês.

## Pintura no Período da Dinastia Song do Norte (960-1127) e Song do Sul (1127-1279)
A pintura do período dos Song do Norte chegou num período próspero. A Academia da Arte Imperial desta época era maior e mais forte que a de qualquer dinastia anterior. Neste período apareceram muitos pintores de paisagens, alguns deles herdaram o estilo tradicional mas se concentravam em pintar as paisagens majestosas do norte. Alguns se especializaram em retratar prédios e pavilhões e outros se dedicavam em pintar paisagens menores de lagos e montes.
O estilo da pintura de Song do Sul era diferente da do Norte. As pinturas de paisagens de Song do Sul davam mais ênfase na concepção e se concentravam em mostrar sentimentos. Pinturas desta época tinham composições simples e limpas, concepções completas, temas claros, e boas técnicas em usar tinta. Flores de ameixa, orquídeas, bambus e crisântemos se tornaram os temas mais populares dos artistas.

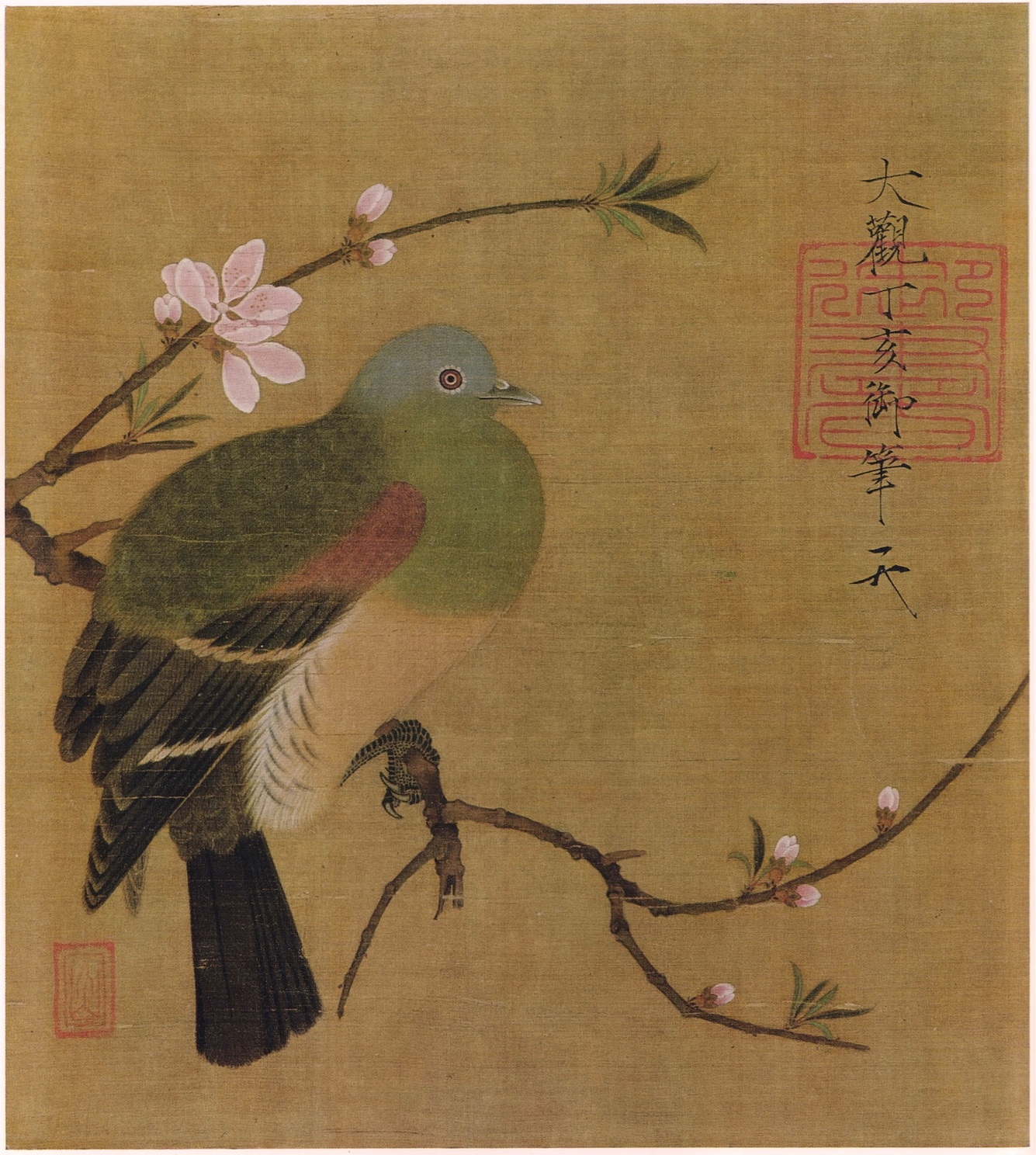
Imperador Huizong: Pombo em um ramo de pessegueiro, Dinastia Song do Norte
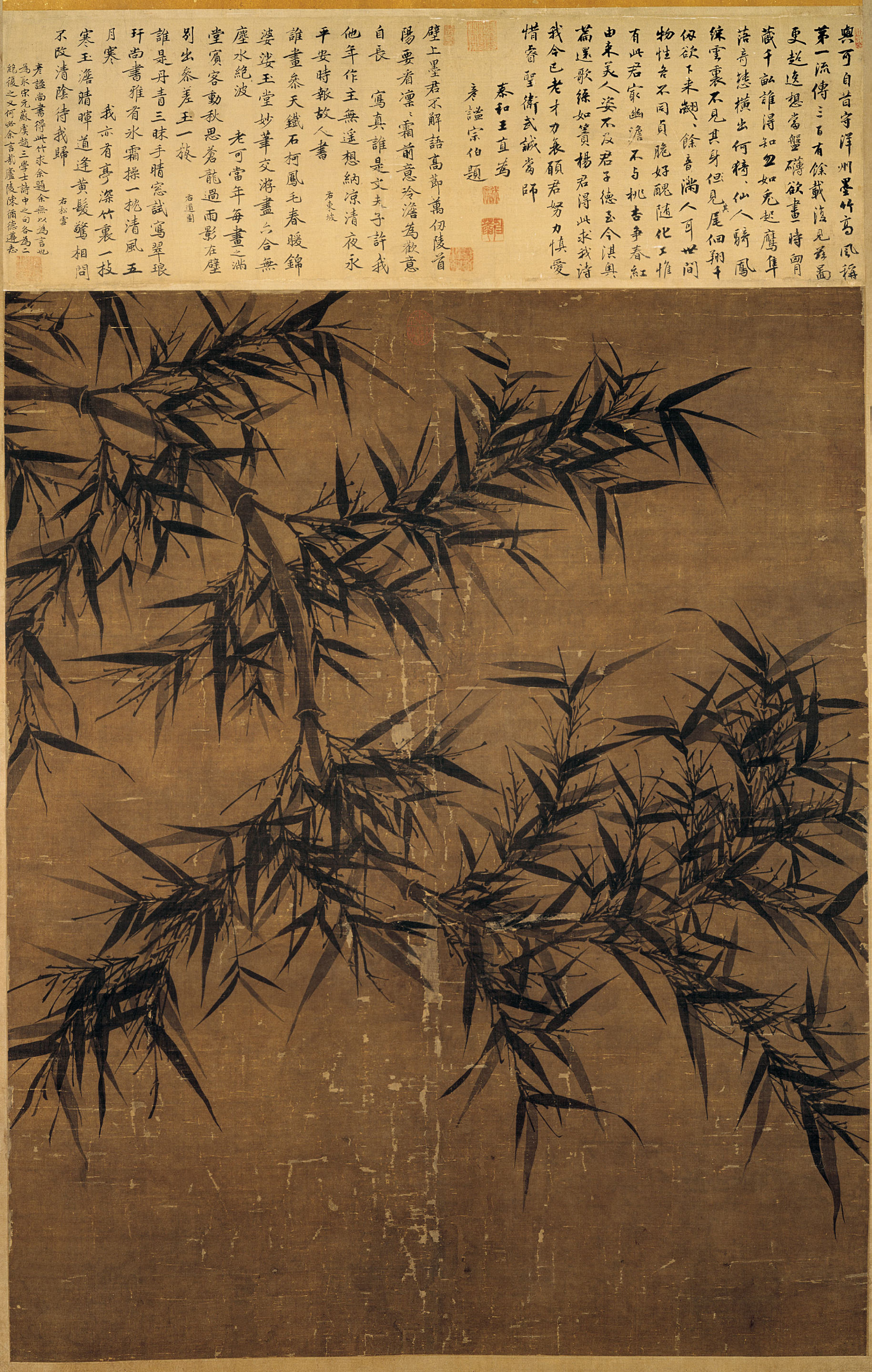
Wen Tong: Bambus, Dinastia Song do Norte
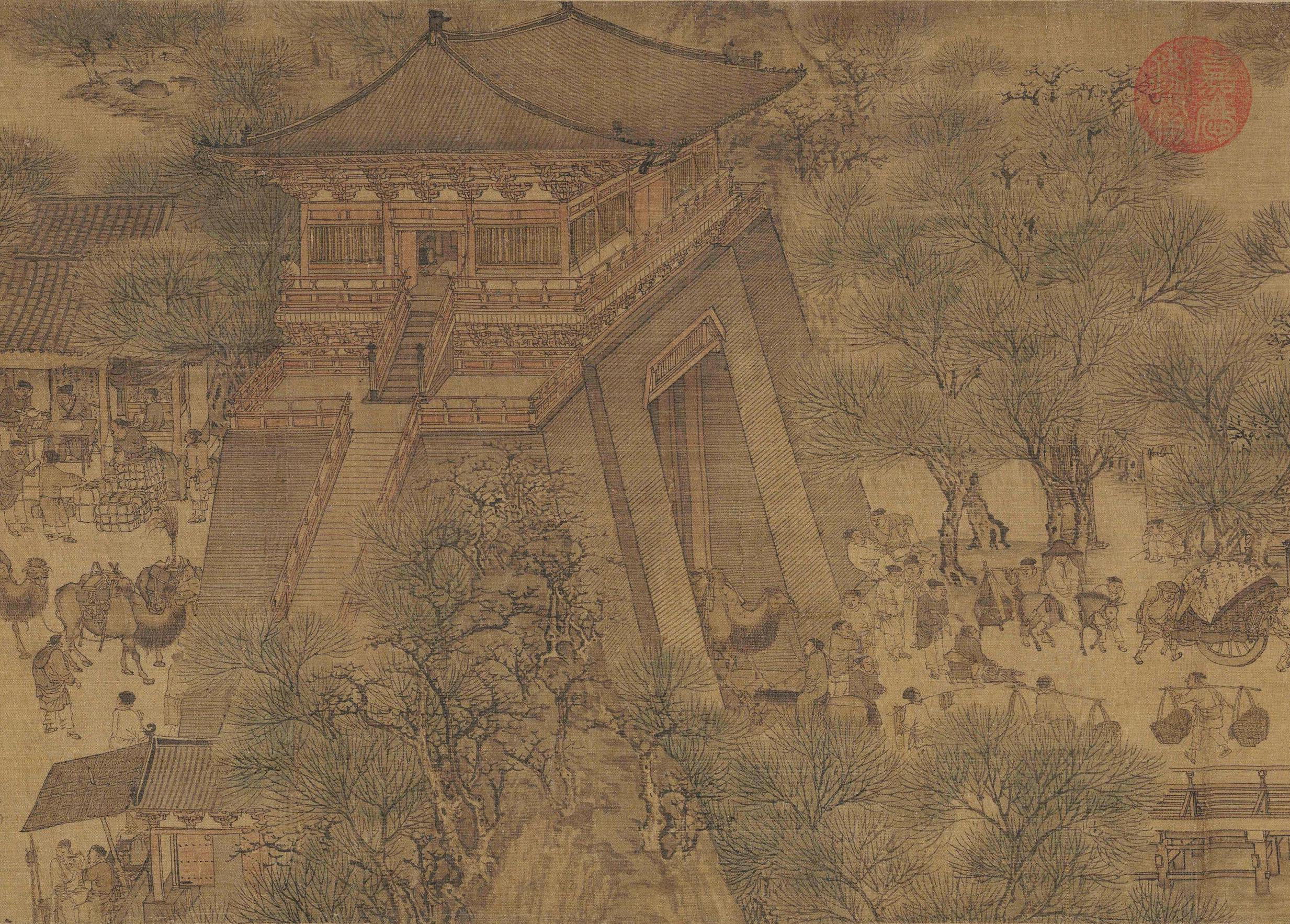
Zhang Zeduan: Rolo Qingming, Dinastia Song do Norte
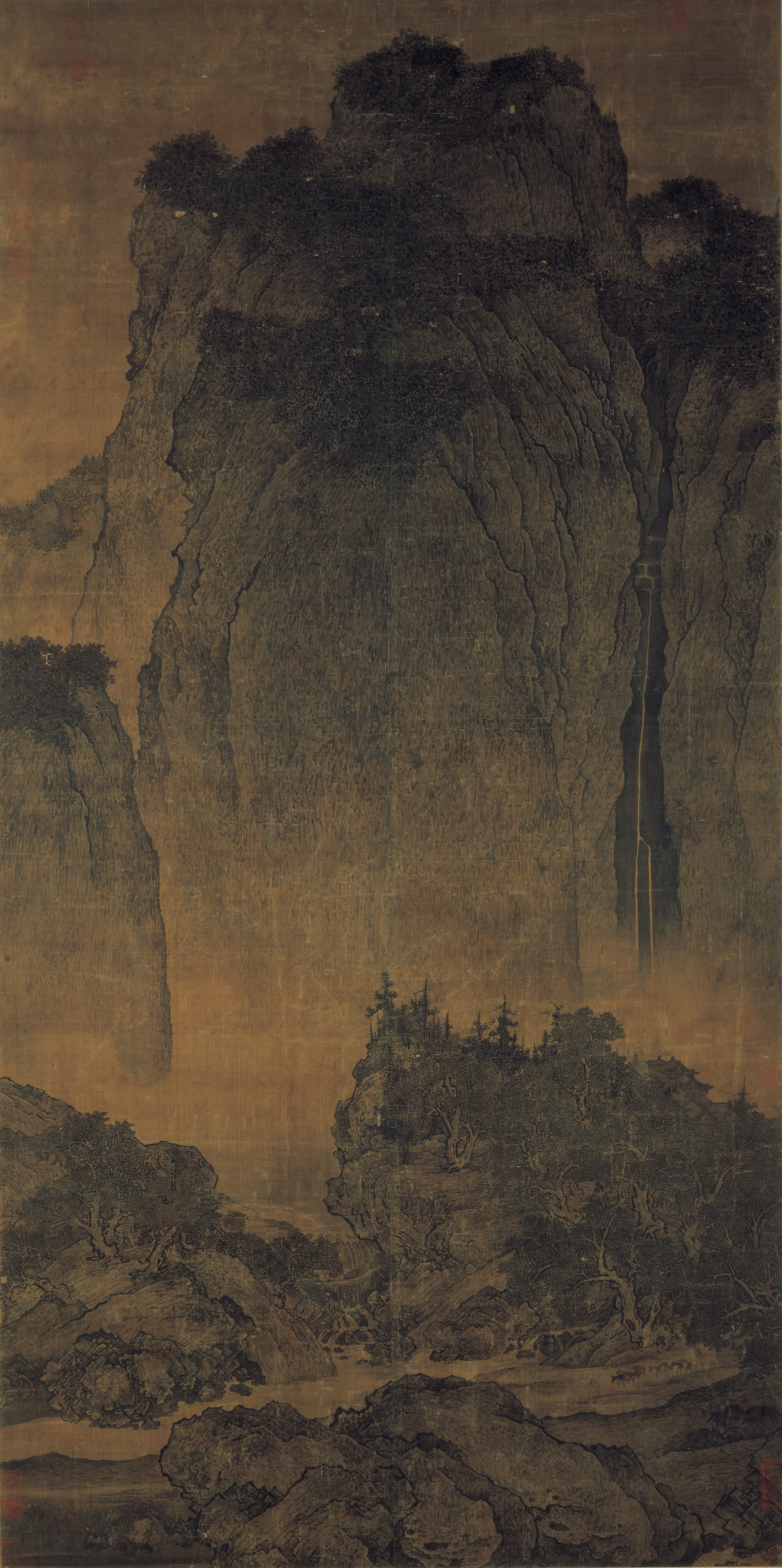
Fan Kuan: Viajantes entre montanhas e riachos, Dinastia Song do Norte
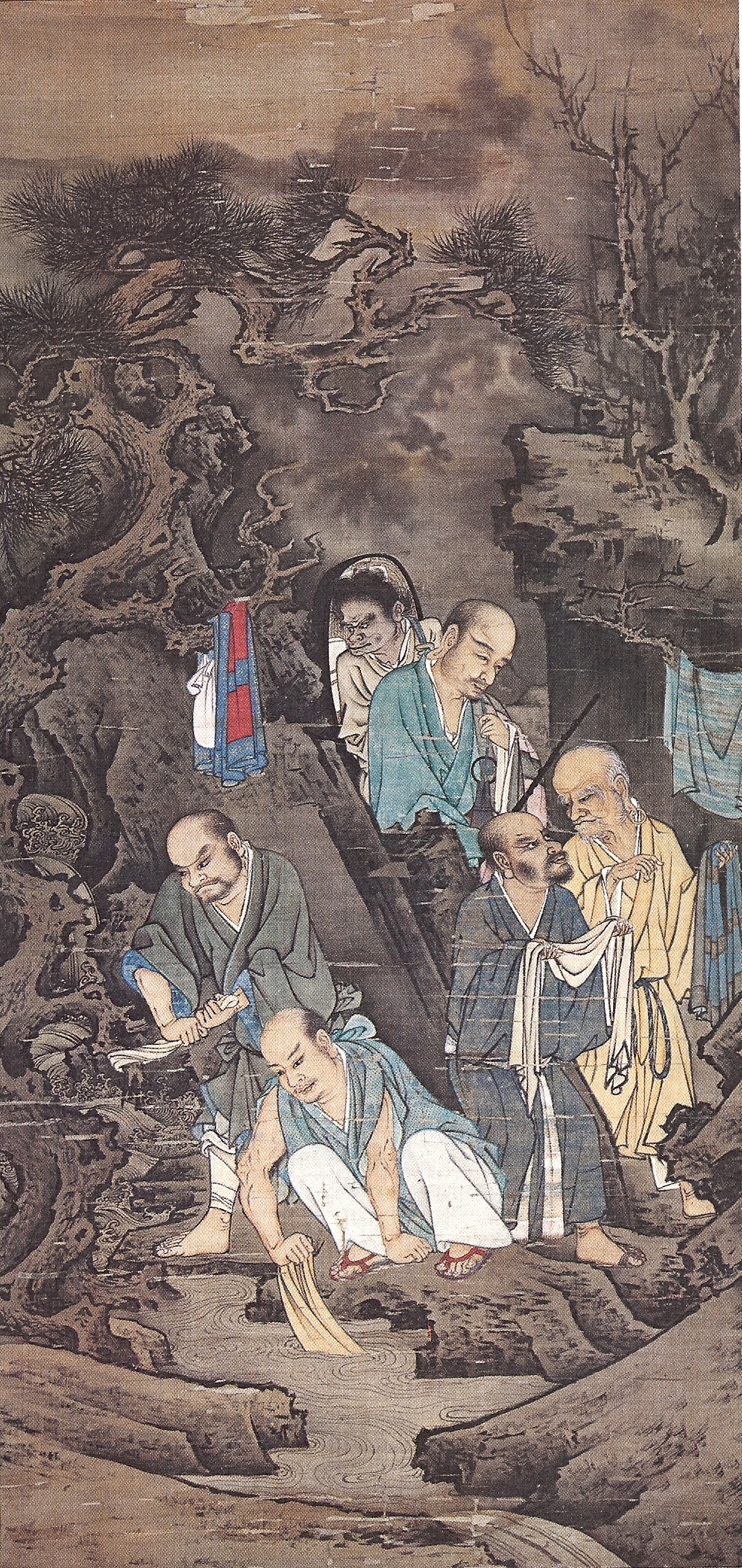
Lin Tinggui: Luohan lavando roupa, 1178. Dinastia Song do Sul
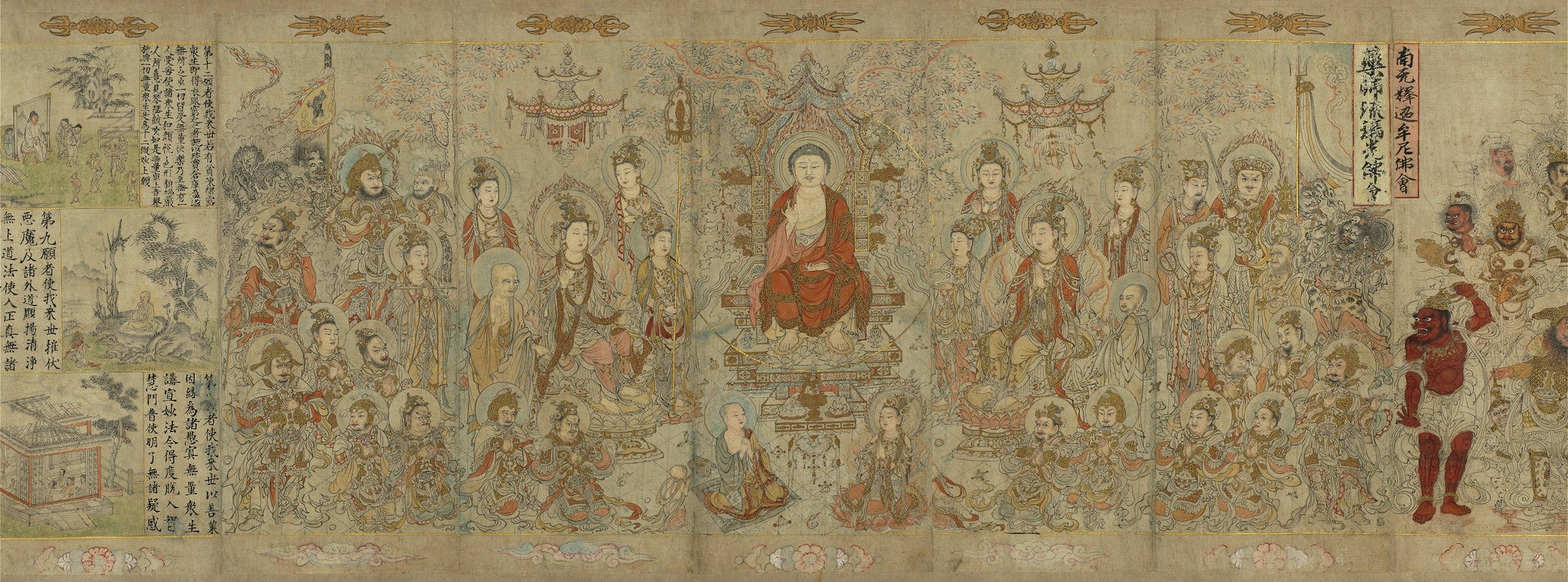
Chang Sheng-wen: O iluminado Buda Sakyamuni, Dinastia Song do Sul
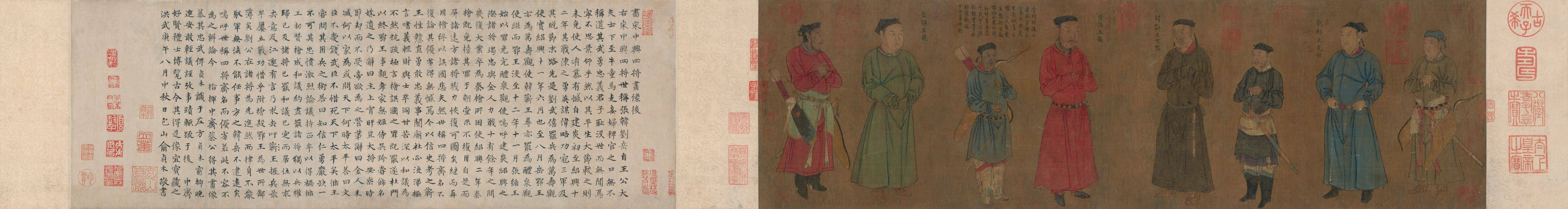
Liu Songnian: Quatro generais de Zhongxing, Dinastia Song do Sul
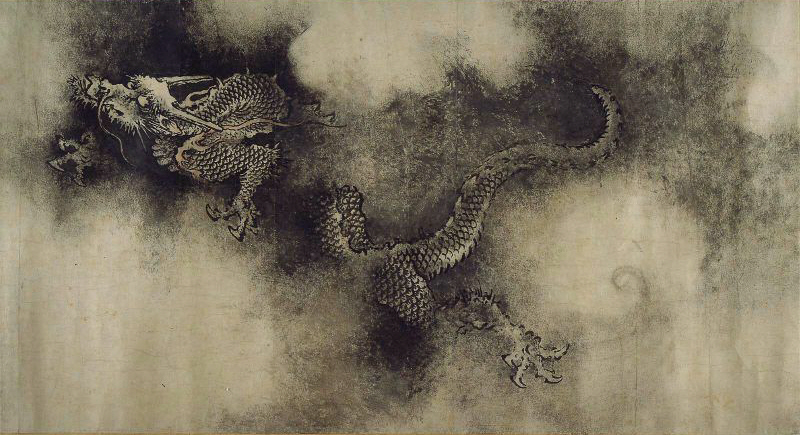
Chen Rong: Rolo dos nove dragões, Dinastia Song do Sul

## Pintura da Dinastia Yuan (1271-1368)
Na Dinastia Yuan, a Academia de Arte Imperial foi cancelada. Nesta época, diminuíram as pinturas de personagens, e pinturas feitas por estudiosos eram muito populares. As gravuras desta época têm um estilo mais simples e leve, e dão ênfase em transmitir emoções, além de davam mais ênfase à combinação da pintura, da caligrafia chinesa e do poema.

## Pintura da Dinastia Ming (1368-1644)
A Dinastia Ming é um período importante na história da pintura chinesa. A Academia de Arte Imperial foi restaurada nesta época; surgiram mestres e grupos geograficamente centralizados. Pinturas de flores e pássaros obtiveram sucessos distintos. Na primeira fase, o estilo principal era o estilo da pintura imperial, herdado da arte da época da Dinastia Song. Depois da fase média, a tendência principal era de pinturas feitas por estudiosos.

## Pintura da Dinastia Qing (1644 - 1911)
Na Dinastia Qing a pintura recebeu muita influência da política, da economia e de diversos pensamentos existentes na sociedade. Neste período, a pintura de paisagem e a mistura de pintura e de poema eram muito populares. No campo da pintura, existiam ao mesmo tempo as tendências de manter o estilo antigo da pintura e de criar novos estilos. A pintura imperial teve o maior sucesso até o começo do século XVIII, a pintura folclórica teve também seus sucessos.
Durante essa dinastia, apareceram centenas de livros sobre as teorias, técnicas e história da pintura chinesa, e mais de 20 deles são de grande valor na história da pintura. O mais importante deles é a Categoria da Pintura e da Caligrafia Chinesa da Casa de Pei Wen, que contém 100 volumes e agrega informações e conhecimentos de 1844 livros.

Retrato de Gengis Kan, Dinastia Yuan
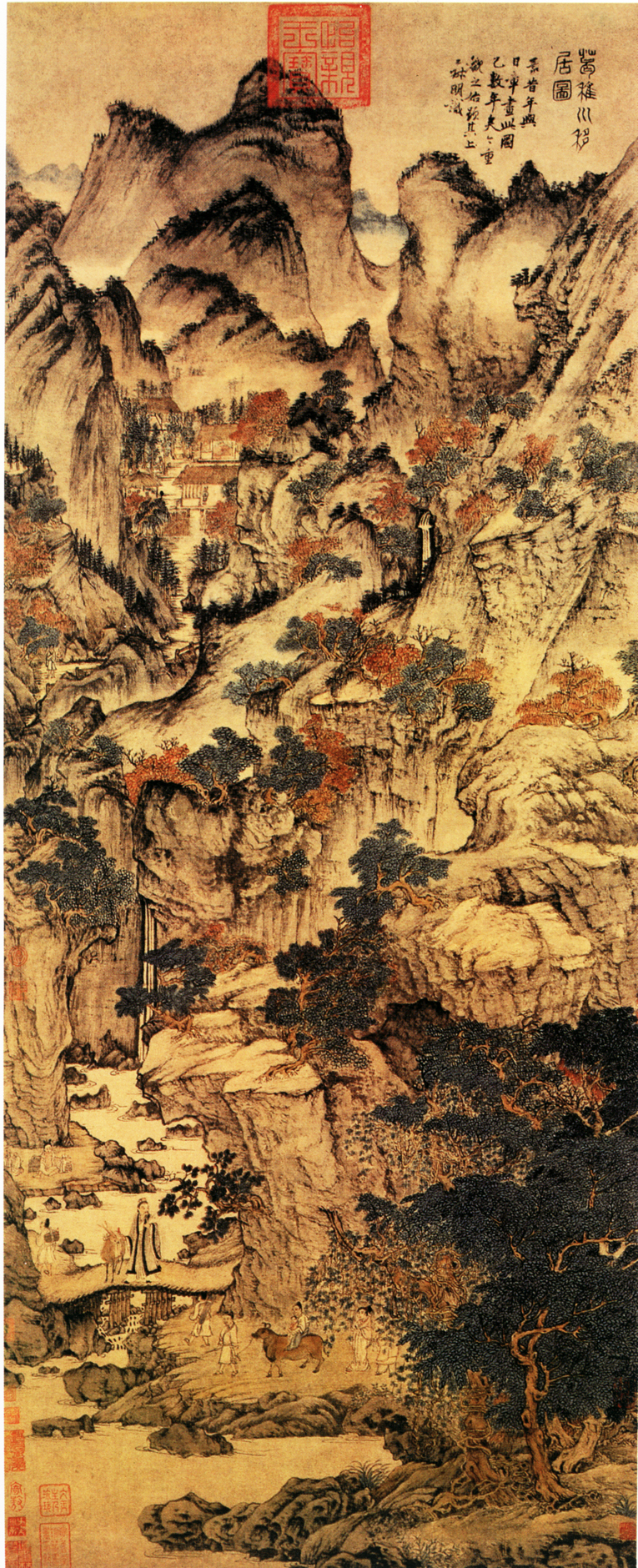
Wang Meng: Ge Zhichuan se mudando, Dinastia Yuan
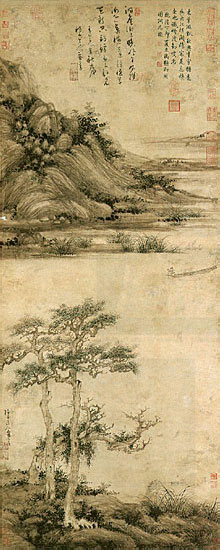
Wu Zhen: Pescador eremita no Lago Dongting, Dinastia Yuan
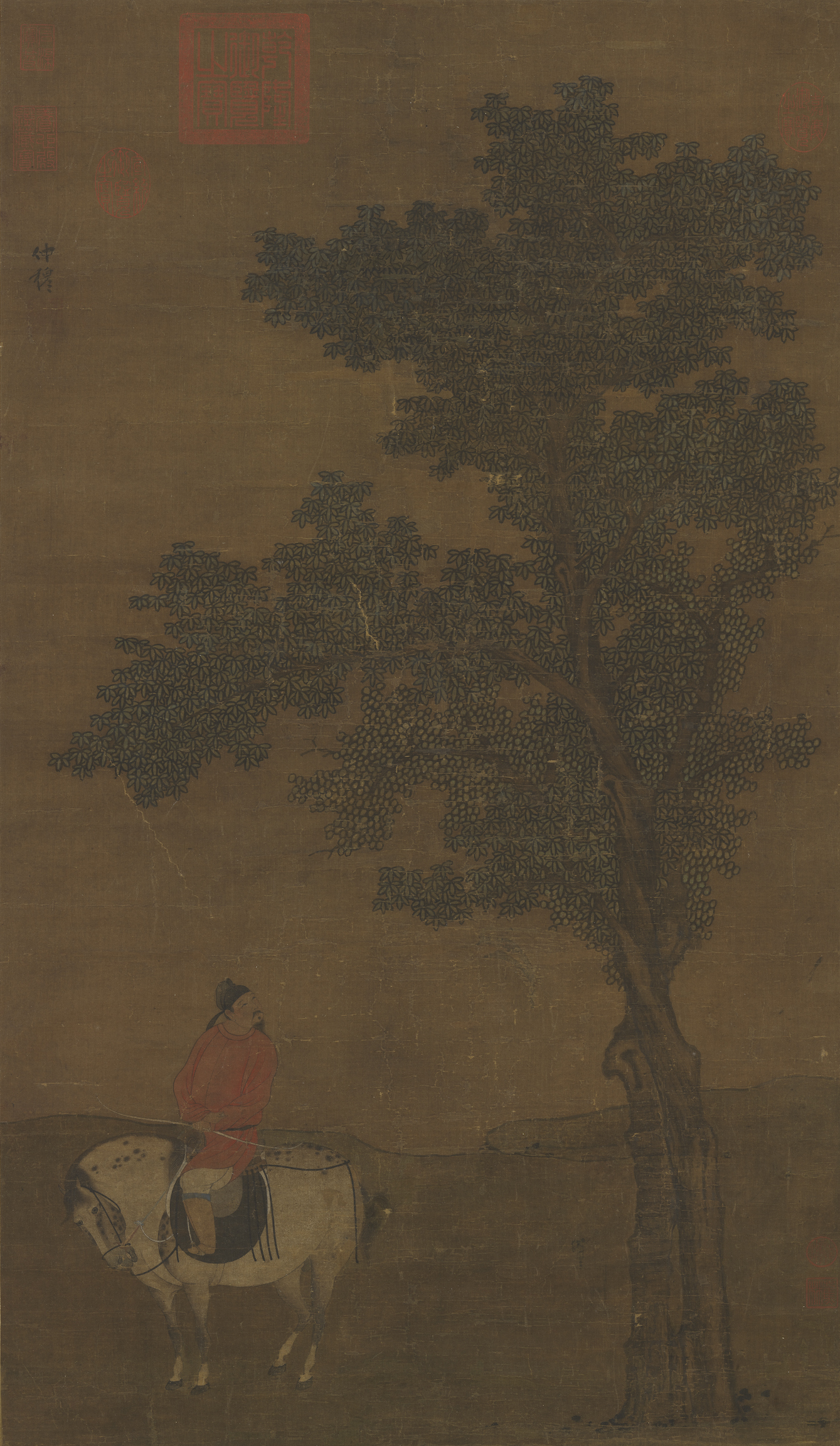
Zhao Yong: Cavalgada na primavera, Dinastia Yuan
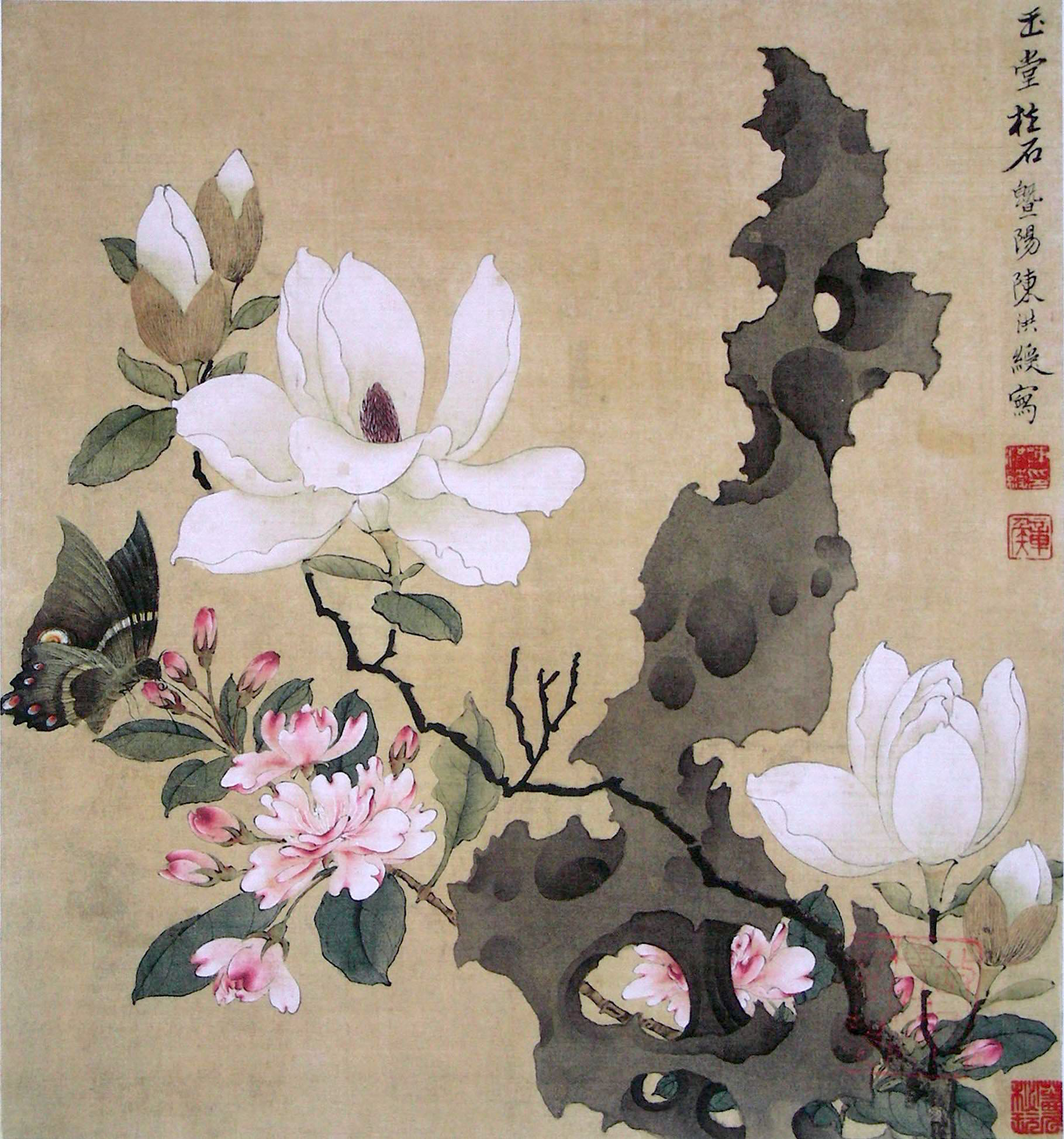
Chen Hongshou: Magnólia e pedra, Dinastia Ming
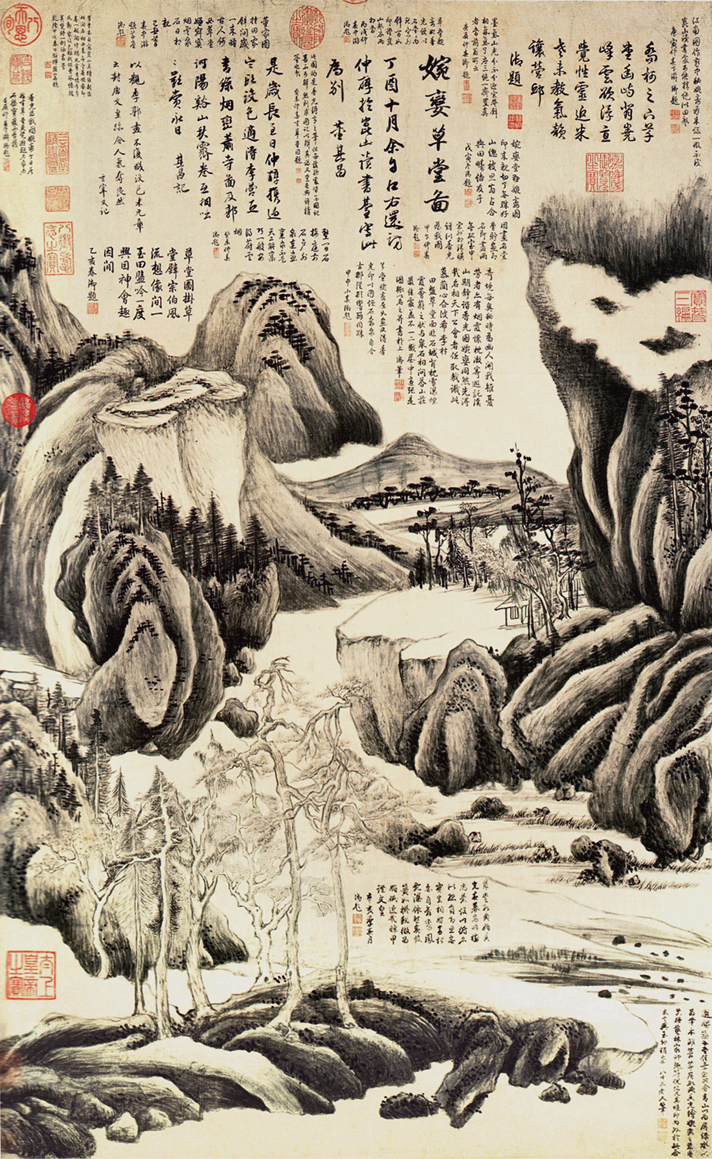
Dong Qichang: Pavilhão Wanluan, Dinastia Ming
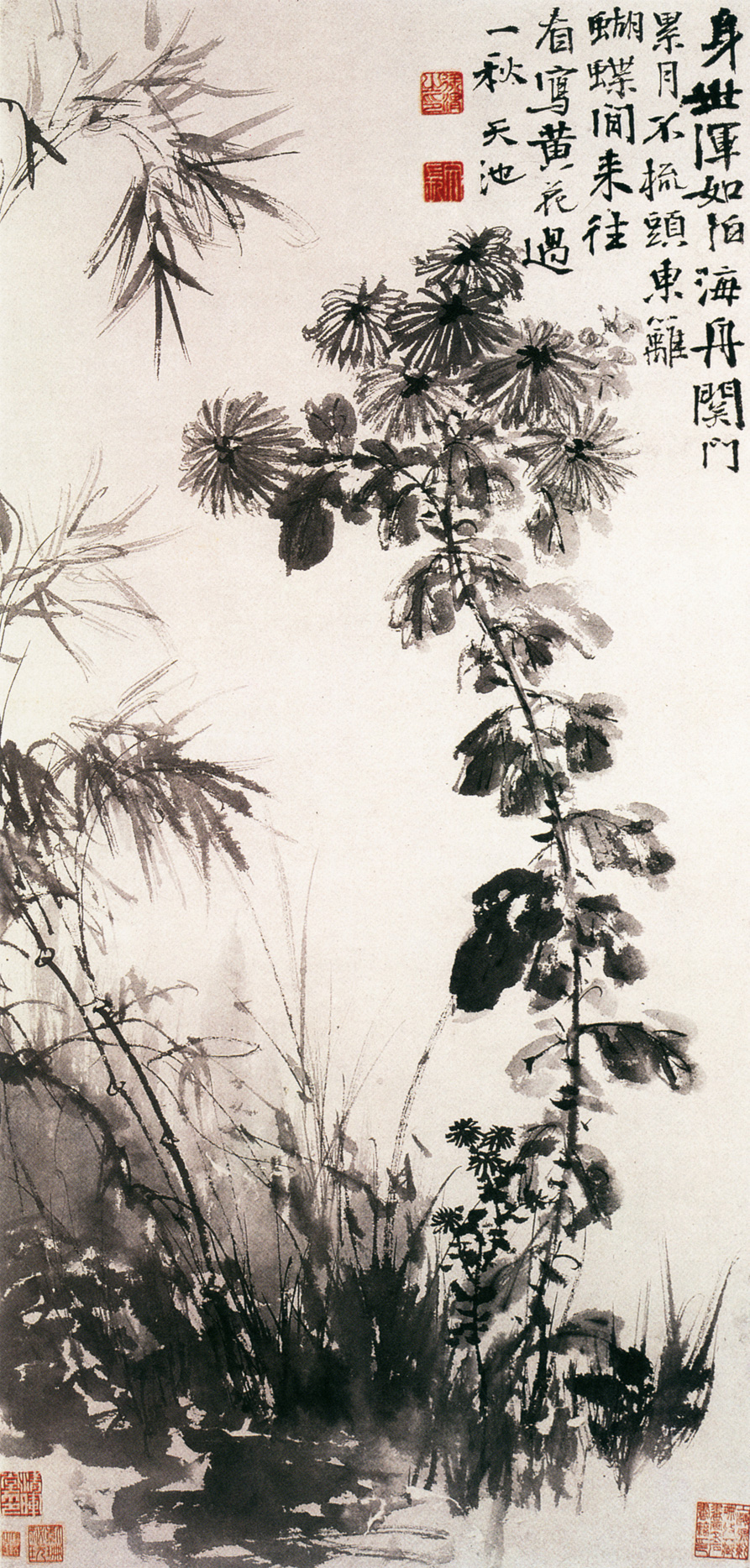
Xu Wei: Bambus e crisântemos, Dinastia Ming
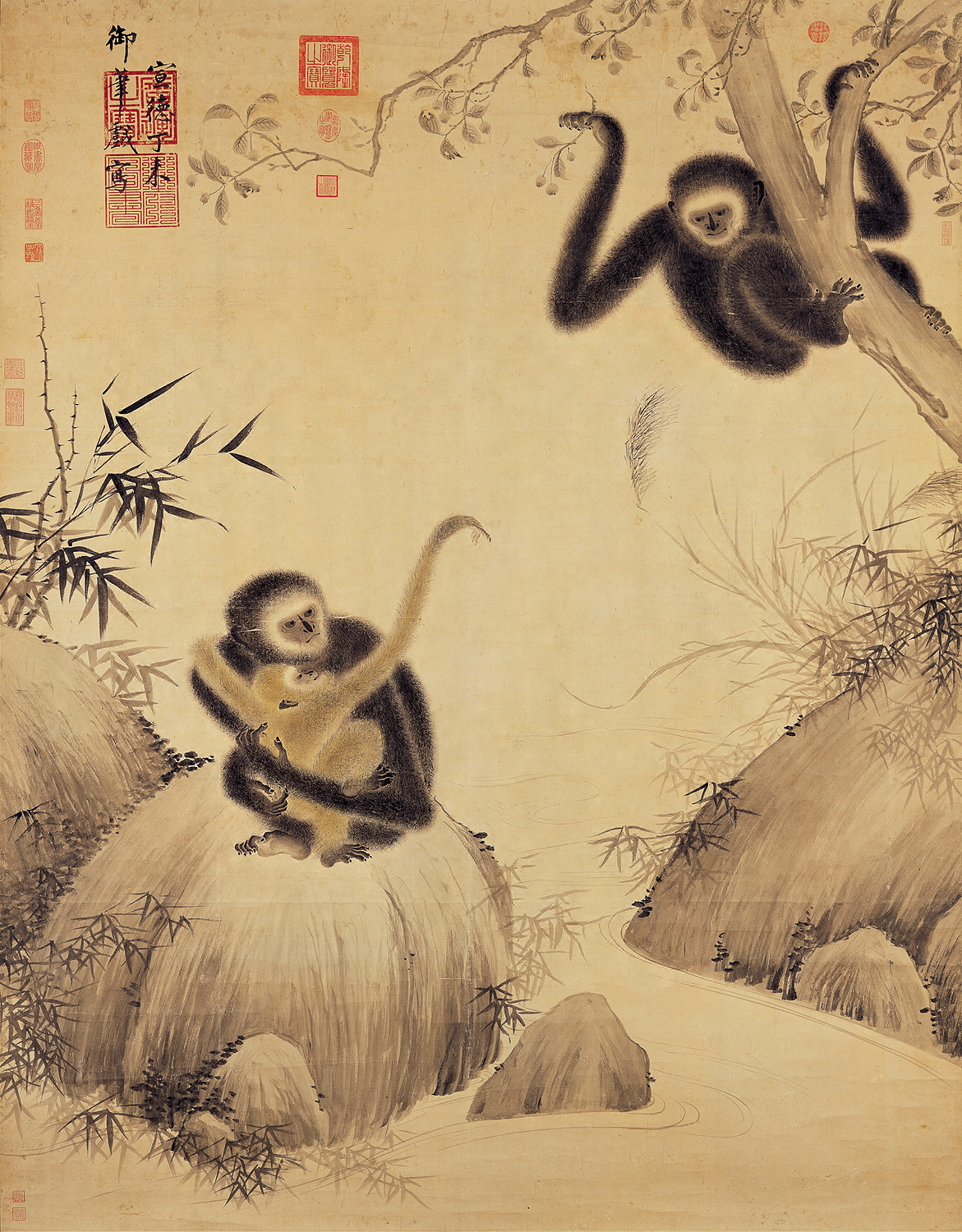
Imperador Xuande: Macacos brincando, Dinastia Ming
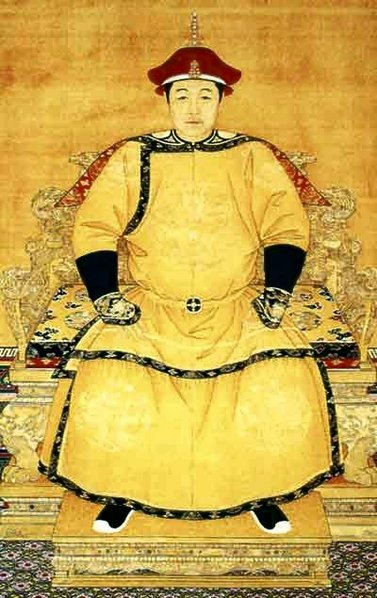
Retrato do imperador Shunzhi, Dinastia Ming
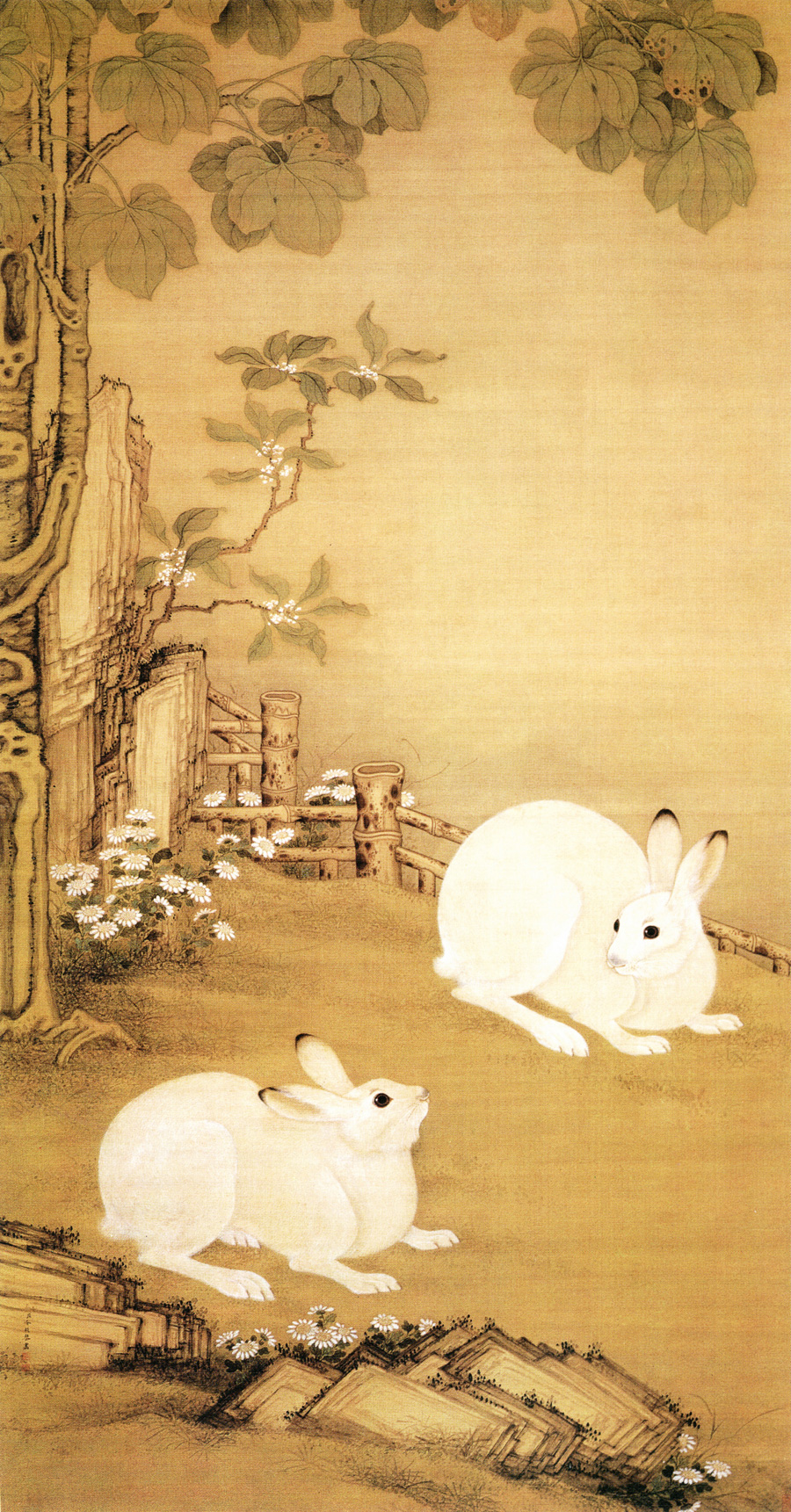
Leng Mei: Dois coelhos sob uma árvore, Dinastia Qing
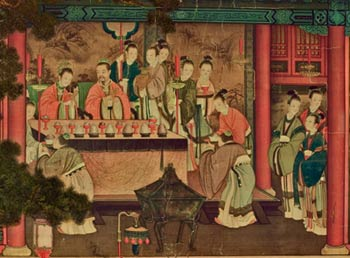
Ding Guanpeng: Xiwangmu visitando o Imperador Wu, Dinastia Qing
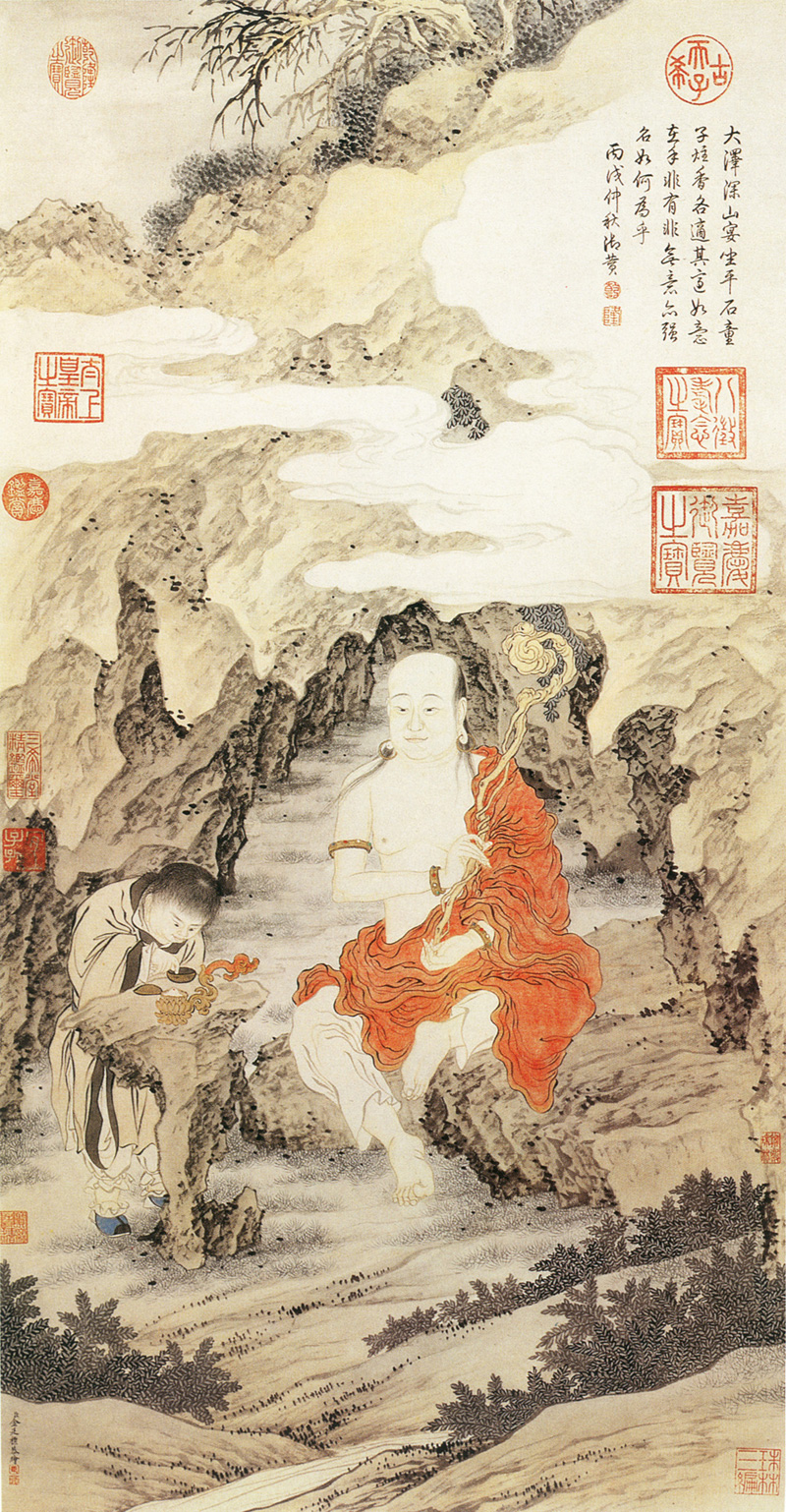
Jin Tingbiao: Santo budista, Dinastia Qing
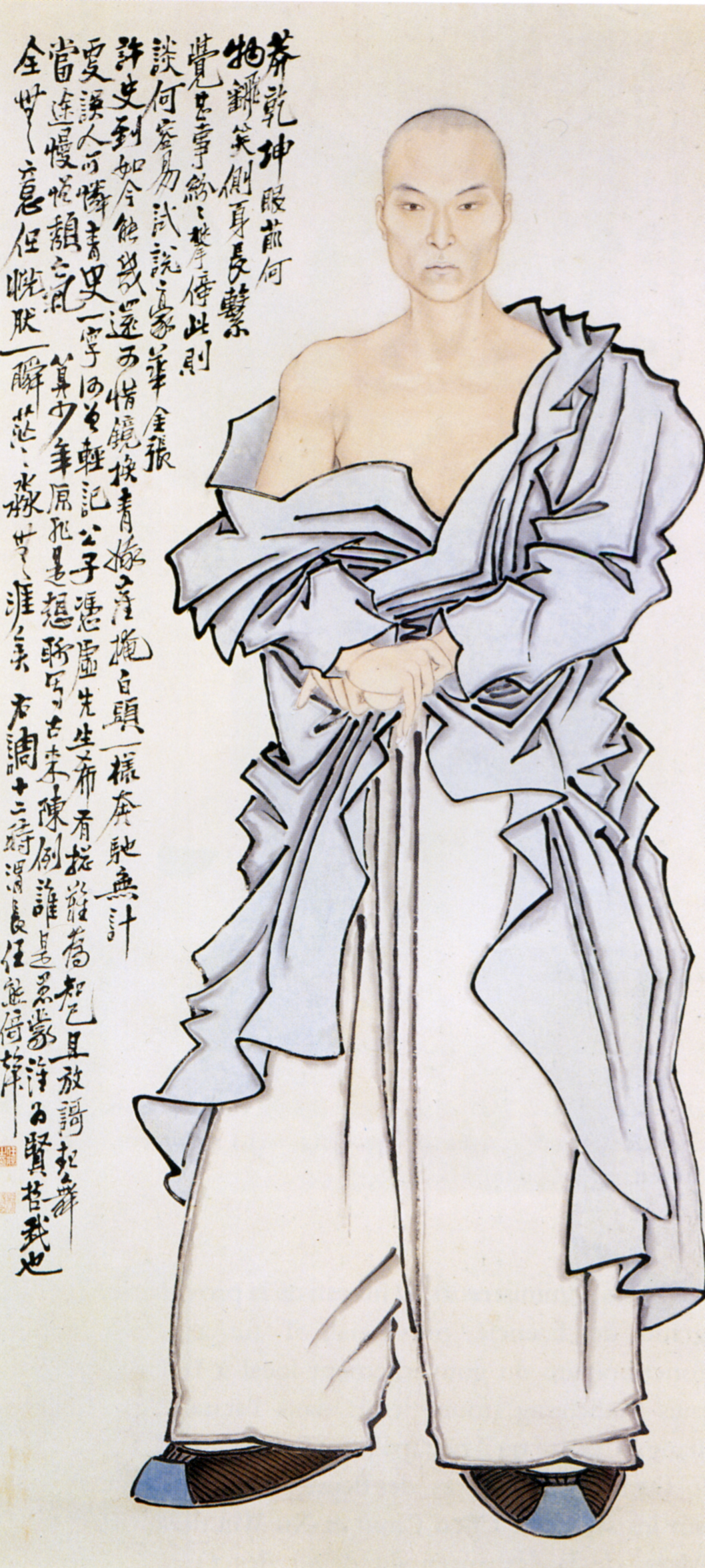
Ren Xiong: Autorretrato, Dinastia Qing
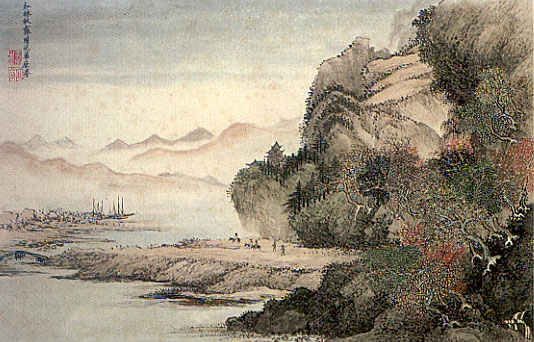
Wang Hui: Paisagem, Dinastia Qing
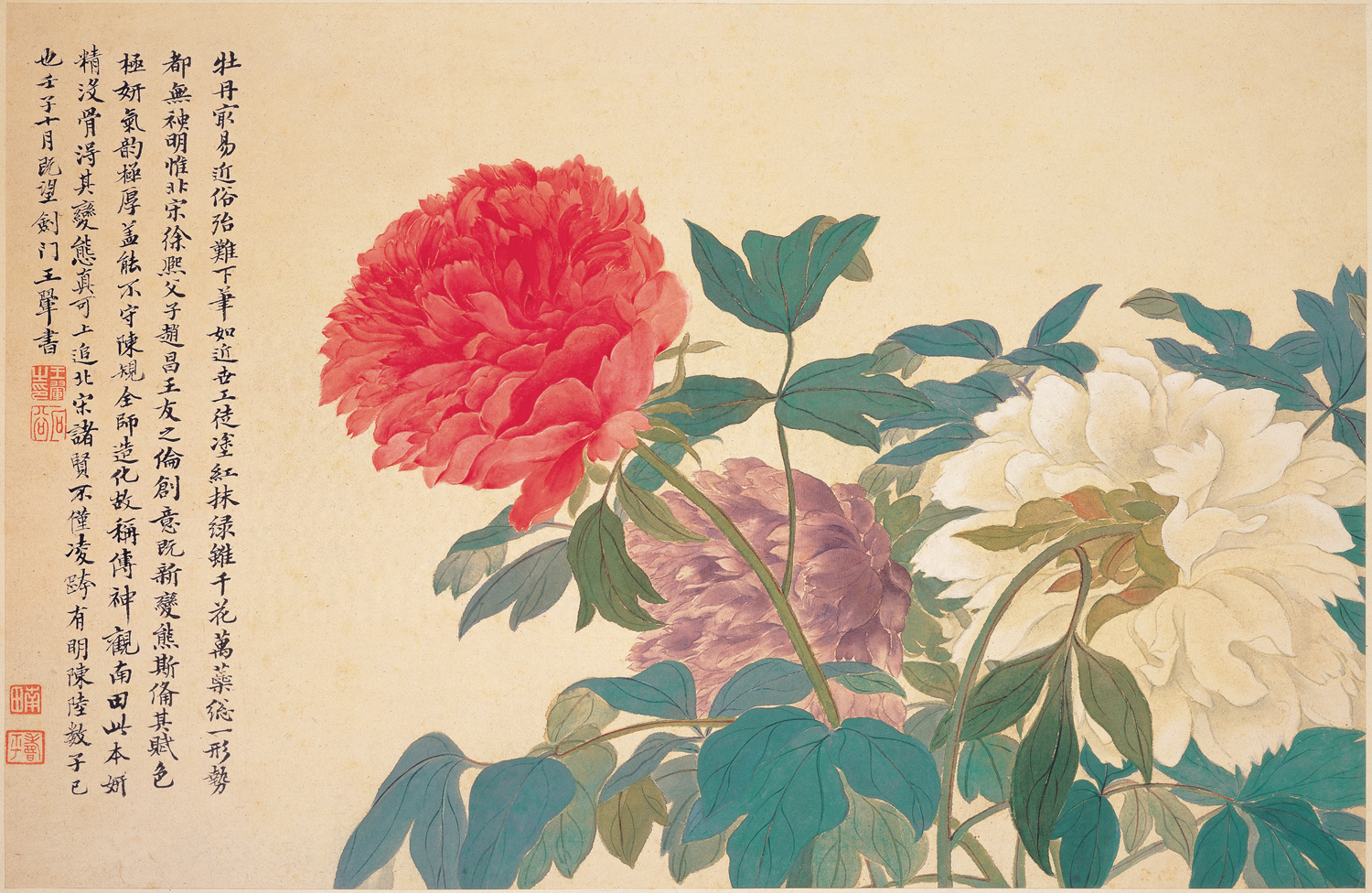
Yun Shouping: Peônias, Dinastia Qing